# Weather
Weather ist der Titel des am 14. Februar 2020 veröffentlichten zehnten und wahrscheinlich letzten Studioalbums der US-amerikanischen Rockband Huey Lewis & the News. Es ist das Nachfolgealbum des 2010 erschienenen Soulsville.

## Hintergrund
Huey Lewis & the News hatte 2010 das Album Soulsville veröffentlicht, ein Tributealbum an die Künstler und Soul-Musiker des Labels Stax Records. Manager Bob Brown und die Band Brown waren überein gekommen, dass ein Album mit Coverversionen von Liedern der Stax-Künstler dazu dienen könnte, etwas herauszubringen, das die Zuhörer interessieren und gleichzeitig neue Aufmerksamkeit auf die Musik der Stax-Künstler lenken würde.
Die Reaktionen auf das Album waren überwiegend positiv. So schrieb beispielsweise Rolling Stone, dass Huey Lewis & The News etwa 100 Gigs im Jahr spielten, sei „die Rendite einer erfolgreichen Karriere, die das US-Classic-Rock-Publikum mit lebenslanger Treue“ belohne. Mit Soulsville liege nun „eine einigermaßen unterhaltsame Platte“ mit alten Stax-Liedern vor, die „souverän und freilich ohne Pop-Kompromisse“ gespielt würden. Laut.de meinte, auf eine Hitsingle sei „keine der 14 Nummern ausgelegt“, das sei auch gar nicht nötig. Soulsville sei „einfach ein angenehmes Album für eine gute Zeit.“ Möglicherweise sei es „tatsächlich ein Album für alte Säcke“ – aber guter Soul und Blues seien „nun mal zeitlos.“

In den auf die Veröffentlichung folgenden Jahren war die Band vor allem in den USA aktiv und absolvierte zahlreiche Auftritte, bei denen sie aus ihrem umfangreichen Werk schöpfte. Im Schnitt absolvierte die Band 125 Auftritte pro Jahr. Daneben kam sie immer wieder einmal die Möglichkeit wahr, in verschiedenen Studios an neuen Liedern zu arbeiten und diese aufzunehmen. 

„Wir haben über Jahre gesammelt, mal hier einen Song aufgenommen, sind mal da ins Studio gegangen. Im reifen Alter noch neue Geschichten zu erzählen, wird ja auch nicht leichter. Wir sind die Arbeit sehr entspannt angegangen, auch, weil ja nun kein Mensch ernsthaft auf neue Musik von uns wartet“

An den Aufnahmen der Lieder wirkten verschiedene Gastmusiker mit. Jeffrey Babko spielte Klavier bei I am There for You, Chris Barnes ergänzte die Bläsersektion bei Remind Me Why I Love You Again um eine Trompete, Bryan Dyer sang Backing Vocals auf Hurry Back Baby. Für den Hintergrundgesang bei I am There for You, Hurry Back Baby, Remind Me Why I Love You Again und Pretty Girls Everywhere wurde Niko Ellison verpflichtet, Lorin Robin sang auf One of the Boys, während bei diesem Lied mit Country-Anklängen John McFee Steel Guitar spielte. Karl Perazzo steuerte Percussioninstrumente für Remind Me Why I Love You Again bei. Ric Wilson komplettiere als Gitarrist die Besetzung für I am There for You.
2018 verlor Huey Lewis, der bereits seit 1985 an Morbus Menière erkrankt ist, vor einem Konzert in Dallas seine verbliebenes Hörvermögen. Er erklärte, seitdem könne er manchmal hören, dann wieder nicht, und Musik könne er nur noch als Geräusch wahrnehmen. Damit war an die Herausgabe eines vollwertigen Albums mit zehn Liedern, wie sie von der Band eigentlich geplant war, nicht mehr zu denken. Daher wurde entschieden, die bisher gesammelten sieben Lieder  fertig zu produzieren und zu veröffentlichen.
Am 27. September 2019 erschien als erste Single das Lied Her Love is Killin’ Me, das, ebenso wie das am 6. Dezember 2019 veröffentlichte Lied While We’re Young, ausschließlich über Online-Musikdienste vertreiben wurde.
Mit dem Album Weather wurden am 14. Februar 2020 sieben Lieder veröffentlicht, die zu unterschiedlichen Zeiten entstanden waren. Her Love is Killin’ Me war bei Erscheinen des Albums beispielsweise bereits 25 Jahre alt. Neben sechs eigenen Songs fand auch eine Coverversion des Boogie-Liedes Pretty Girls Everywhere von Eugene Church ihren Weg auf das Album. Lewis war von Aaron Neville auf das Lied aufmerksam gemacht worden.

## Titelliste
| Nr.          | Titel                          | Autor(en)                      | Gastmusiker                                                      | Länge |
| ------------ | ------------------------------ | ------------------------------ | ---------------------------------------------------------------- | ----- |
| 1.           | While We’re Young              |                                |                                                                  | 3:45  |
| 2.           | Her Love Is Killin’ Me         |                                |                                                                  | 3:41  |
| 3.           | I Am There For You             |                                | Jeffrey Babko (Piano), Rik Wilson (Gitarre), Niko Ellison        | 4:13  |
| 4.           | Hurry Back Baby                |                                | Niko Ellison, Bryan Dyer (Backing Vocals)                        | 3:55  |
| 5.           | Remind Me Why I Love You Again |                                | Chris Barnes (Trompete), Karl Perazzo (Percussion), Niko Ellison | 3:20  |
| 6.           | Pretty Girls Everywhere        | Eugene Church, Thomas Williams | Niko Ellison                                                     | 3:23  |
| 7.           | One Of The Boys                |                                | John McFee (Steel Guitar), Lorin Rowan (Backing Vocals)          | 3:48  |
| Gesamtlänge: | Gesamtlänge:                   | Gesamtlänge:                   | Gesamtlänge:                                                     | 26:05 |

## Rezeption
Daniel Böhm schrieb für Rocks, die „gesundheitlichen Widrigkeiten“ seien Weather „nicht anzuhören“. Es sei Lewis mit „Esprit, großer Sorgfalt und sehr viel Sonnenschein“ gelungen, zu tun, was er „musikalisch schon immer getan“ habe. Die „alten Achtziger-Pop-Manierismen“ seien längst zu „einem vollen, üppigen Blues- und R&B-Klangkörper“ verwachsen. Böhm hebt While We’re Young, das „mit gemütlichem Rhodes-Piano ausgestattete“ I am There for You, Her Love is Killin’ Me, das „funkige“ Remind Me Why I Love You Again und „den Vegas-Showblues“ Hurry Back Baby hervor, die man „einfach lieben“ müsse. Das Album möge zu kurz sein, aber man nehme, was man kriegen könne. Böhm vergab acht von zehn möglichen Punkten.

## Charts und Chartplatzierungen
| ChartsChartplatzierungen | Höchstplatzierung | Wochen |
| ------------------------ | ----------------- | ------ |
| Deutschland (GfK)        | 21 (2 Wo.)        | 2      |